# Bojong Koneng (Babakan Madang)
Bojong Koneng is een bestuurslaag in het regentschap Bogor van de provincie West-Java, Indonesië. Bojong Koneng telt 12.463 inwoners (volkstelling 2010).